# Calathea gandersii
Calathea gandersii är en strimbladsväxtart som beskrevs av H.A.Kenn. Calathea gandersii ingår i släktet Calathea och familjen strimbladsväxter. Inga underarter finns listade.